# Batrachoseps campi
Batrachoseps campi es una especie de salamandras en la familia Plethodontidae.
Es endémica de los Estados Unidos.
Su hábitat natural son zonas templadas de arbustos y manantiales de agua dulce.
Está amenazada de extinción debido a la destrucción de su hábitat.